# Carlos Gabriel Kattán
Carlos Gabriel Kattán Salem (nacido el 17 de septiembre de 1957 en El Progreso, Yoro) es un economista, empresario y político hondureño. 
En 2001 fue precandidato a la presidencia de Honduras con el movimiento La Nueva Estrella por el Partido Nacional.
Entre 2006-2010 se desempeñó como diputado al Congreso Nacional de Honduras en representación del Partido Nacional de Honduras por Cortés. 
También se desempeñó como miembro de la Comisión Nacional de Energía durante 2010. 